# World Summit Awards
Els World Summit Awards (WSA) és un sistema de premis que selecciona i promou la innovació digital local per millorar la societat. WSA és una plataforma internacional centrada en la difusió de mostres innovadores de com les Tecnologies de la Informació i les Comunicacions (TIC) poden tenir un impacte positiu en la societat, a nivell local. El Premi World Summit Award es va iniciar l'any 2003, en el marc de la World Summit on the Information Society (WSIS). Després que l'Assemblea General de l'ONU adoptés la Resolució 56/183 .
WSA està dirigit pel International Center for New Media (ICNM), una organització sense ànim de lucre amb la seu a Salzburg, Àustria. L'ICNM el va fundar pel professor Peter A. Bruck, membre honorari de la junta de WSA, l'any 2002. L'ICNM organitza competicions nacionals, regionals i mundials per mostrar la riquesa i la diversitat dels mitjans digitals amb impacte social.
WSA té 18 anys d'experiència internacional amb contingut digital de 182 països participants. WSA és un premi obert a empreses, organitzacions o persones de qualsevol dels estats membres de l'ONU i la UNESCO. El premi WSA es divideix en 8 categories diferents de WSA.
A partir del 2022, WSA treballa amb una xarxa de representants de 194 països, actualment en expansió.

## Història

### Història de WSA
Després d'una proposta del govern de Tunísia, la Unió Internacional de Telecomunicacions, va adoptar la Resolució 73 (Minneapolis, 1998), a la Conferència Plenipotenciaria, a Minneapolis de 1998, celebrada del 12 al 6 de novembre d'octubre. La Resolució 73, va demanar al Consell que deliberés sobre la contribució de la ITU a la celebració de la Cimera, amb els objectius següents: 1) establir un marc global que identifiqui una comprensió conjunta de la societat de la informació; 2) elaborar un pla d'acció estratègic i 3) identificar el paper dels diferents socis per garantir la coordinació a tots els estats membres. També va sol·licitar al secretari general, que s'encarregués de la coordinació amb les organitzacions internacionals i altres actors internacionals, i va demanar mesures específicament dissenyades per millorar i reforçar la presència del sindicat en diverses regions [2]. L'Assemblea General de les Nacions Unides, el 21 de desembre de 2001, va adoptar la resolució 56/183, aprovant la celebració d'una Cimera Mundial sobre la Societat de la Informació (CMSI) [3]. La resolució dictava que la CMSI es duria a terme en dues fases [4]. La primera fase del WSIS, va tenir lloc l'any 2003 a Ginebra, Suïssa, del 10 al 12 de desembre. I la segona fase de la CMSI es va establir a Tunis, del 16 al 18 de novembre de 2005.
El seguiment de la CMSI se'n va encarregar l'ECOSOC, en la resolució 2006/46, el 28 de juliol de 2006, titulada " Seguiment de la Cimera Mundial sobre la Societat de la Informació i revisió de la Comissió de Ciència i Tecnologia per al Desenvolupament". Aquesta Resolució s'enmarca en el context de la consideració anual de l'ECOSOC. En les seves responsabilitats declara en l'article 2 sobre el seguiment d'aquest [5]. L'ECOSOC va decidir nomenar la Comissió de Ciència i Tecnologia per al Desenvolupament (CSTD) com a Comissió assistent del Consell, i es va establir com a punt focal del seguiment de la CMSI a tot el sistema. Amb aquesta finalitat, la ITU i els seus socis organitzen cada any un Fòrum WSIS, que es celebra a la ciutat de Ginebra. Fins a dia d'avui, el World Summit Award participa en tallers i exposicions per tal de demostrar: "la riquesa i la diversitat dels continguts electrònics a nivell mundial". La revisió general de l'execució de l'aplicació dels resultats de la Cimera Mundial sobre la Societat de la Informació va ser realitzada el 2015 per l'Assemblea General de les Nacions Unides, que va adoptar la Resolució A/70/125 (resolució que demanava l'alineació entre el procés de la CMSI i Agenda 2030 per al Desenvolupament Sostenible).

#### Primera fase de la cimera: Ginebra
A Ginebra l'any 2003 hi van assistir més d'11.000 participants de més de 175 països. La Declaració de principis fa referència al repte d'aprofitar el potencial de la informació i la comunicació, així com reconeix que “la connectivitat és un agent habilitador central per construir la societat de la informació ” (Declaració de principis de Ginebra. B2.21). El Govern de la República d'Àustria va decidir confiar el repte global de la Societat de la Informació de l'Agenda de les Nacions Unides al Centre Internacional de Nous Mitjans i al seu president honorari, el Prof. Dr. Peter A. Bruck. per llançar el premi World Summit. Per això, el premi World Summit va ser pensat per presentar als Estats i delegats de l'ONU sobre la diversitat i l'ús creatiu de les TIC.

#### Primera edició de WSA
La primera edició dels World Summit Awards va ser l'any 2003. La Cimera Mundial sobre la Societat de la Informació va ser presentada per l'ONU. El secretari general Kofi Annan, i els primers guanyadors dels premis World Summit van ser atorgats l'any 2003. 136 estats membres de l'ONU van participar en aquesta edició amb 803 aplicacions de contingut electrònic. L'exsecretari general de l'ONU, Kofi Annan, juntament amb els primers WSA Winners, va ser premiat l'any 2003 per Romano Prodi (president de la Comissió Europea) i Wolfang Schüssel (canciller federal d'Àustria).
Adama Samassékou, va destacar com a punt principal, la seva missió per tal d'assegurar que les tecnologies de la informació i la comunicació es posessin "al servei de totes les persones, independentment de la seva llengua, cultura, gènere o procedéncia geogràfica".

#### UNESCO - Suport a WSA
L'any 2004, la UNESCO va atorgar el Patrocini al Premi World Summit Award 2005, ja que va contribuir a superar la bretxa digital i, alhora, va fomentar la creació de "continguts multimèdia d'alta qualitat i rellevants a nivell local".

## Categories de WSA
Les categories WSA segueixen fidelment, la línia WSIS de l'ONU. Deriven de la Cimera Mundial sobre la Societat de la Informació (CMSI) de les Nacions Unides, l'Agenda de Ginebra de les Nacions Unides i el Pla d'Acció de Tunis i els Objectius Nacionals de Desenvolupament Sostenible (ODS de les Nacions Unides). Aqiests s'actualitzen periòdicament per adaptar-se al desenvolupament dels mercats i als canvis socials. Hi ha 8 categories als premis de WSA. Cada any es premien cinc projectes en cada una de les vuit categories. Les categories són les següents:
| CATEGORIA WSA                                                        | PARAULES CLAU                                         | GUANYADORXS                     |
| -------------------------------------------------------------------- | ----------------------------------------------------- | ------------------------------- |
| Govern i participació ciutadana                                      | Serveis, informació oberta i participació democràtica | Informació sobre els guanyadors |
| Salut i Benestar                                                     | Atenció mèdica, esport i estil de vida                | Informació sobre els guanyadors |
| Aprenentatge i Educació                                              | Coneixement, ciència i habilitats                     | Informació sobre els guanyadors |
| Medi ambient i energia verda                                         | Clima, Recursos Sostenibles i Agricultura             | Informació sobre els guanyadors |
| Inclusió i empoderament                                              | Diversitat, Gènere, Justícia i Drets Humans           | Informació sobre els guanyadors |
| Cultura i Turisme                                                    | Patrimoni, entreteniment i subcultures                | Informació sobre els guanyadors |
| Negocis i Comerç                                                     | Serveis Innovadors, Seguretat, Finances, Màrqueting   | Informació sobre els guanyadors |
| Assentaments intel·ligents i urbanització                            | Mobilitat, Treball Productiu, Vida Sostenible         | Informació sobre els guanyadors |
| Joves innovadors (per a joves emprenedors socials menors de 26 anys) | Actuen en el marc dels ODS                            | Informació sobre els guanyadors |

## Gran Jurat de WSA
WSA Gran Jury, és una reunió del jurat considerada extremadament important, en tot el procés de WSA. El jurat d'experts internacionals avalua i selecciona els 5 millors projectes de cada categoria. El procediment que el jurat segueix és una votació democràtica en dues etapes, normalment celebrada com a actes del gran jurat, uns dos mesos abans dels esdeveniments pels guanyadors i el Congrés Global.
A més, des de 2003, WSA ha celebrat el Gran Jurat de la WSA per seleccionar els continguts més rellevants i aplicacions innovadores. Les reunions s'han celebrat en diverses localitats, com Bahrain, Croàcia, Índia, Abu Dhabi, Hong Kong, Azerbaidjan i Berlín.

## La Xarxa WSA
WSA és una comunitat global, que té per objectiu combinar les veus, perspectives, opinions, coneixements emprenedors i experts ancionals i corporatius, de diversos camps i experiéncia. Aquests i aquestes persones, provenen d'ONG, governs i associacions professionals. Sempre amb l'objectiu principal d'assolir els Objectius Sostenibles de l'ONU.

### Experts nacionals i procés de nominació
WSA treballa amb, i a través d'una xarxa d'experts nacionals que s'estén a més de 170 països. Els experts nacionals són els responsables de la preselecció i per tant, del procés de nominació de les solucions als seus països. La seva tasca és explorar els mercats nacionals de les TIC per a cercar aplicacions, projectes o solucions adequades, que s'ajustin als criteris d'avaluació de la WSA. En alguns països, els experts nacionals organitzen concursos oficials de preselecció nacionals i, per tant, les seves sol·licituds de termini poden diferenciar-se del termini de l'aplicació global de WSA.

### Ambaixadors Joves
Els joves ambaixadors formen part de la xarxa WSA. Són Joves Innovadors que donen suport i tenen una dedicació i compromís amb les i els joves del seu país, en el sector de l'emprenedoria social. A més, tenen diferents orígens i donen suport a la preselecció nacional d'entrades de WSA.

## Esdeveniments WSA
WSA realitza diversos esdeveniments al llarg de l'any, per tal de millorar i connectar la xarxa WSA. Aquests esdeveniments consisteixen en tallers, esdeveniments paral·lels i ponents internacionals. A més, ofereix l'oportunitat de transferir el coneixement, a més de permetre la transferència de les últimes tendències, desenvolupaments i reptes del sector.

### El Congrés Global de WSA
WSA celebra cada any un congrés de 3 dies. El WSA Global Congress és una conferència internacional que presenta i promou els 40 guanyadors internacionals de WSA. En passades edicions, el Congrés Global ha tingut lloc als següents països: Mèxic, Canadà, Egipte, Sri Lanka, Brasil, Portugal, Suïssa, Tunísia, Àustria, Emirats Àrabs Units, Singapur i Àustria.

### Esdeveniments regionals de WSA

#### El Festival Europeu de les Joves Innovadores
És un festival que té lloc a Graz, situat al sud d'Àustria. Té com a objectiu principal, reunir la Comunitat Europea WSA amb una fita: connectar aquells que utilitzen la tecnologia digital per assolir els ODS de l'ONU. És un festival on les i els joves emprenedors socials, seleccionen les millors solucions digitals per intentar millorar les societats europees. A més, s'hi van unir ponents internacionals, mentors, líders de pensament i agitadors d'ecosistemes.
El 2020, el Premi Europeu de la Joventut (EYA) s'integra a WSA. L'EYA va ser una iniciativa que va posar en relleu i va fomentar l'emprenedoria digital. Des de llavors, s'ha integrat i transformat en el Premi Europeu de les Joves Innovadores.